# Kubahove, Kroleveț
Kubahove (în ucraineană Кубахове) este un sat în comuna Mutîn din raionul Kroleveț, regiunea Sumî, Ucraina.

## Demografie
Componența lingvistică a localității Kubahove
     Ucraineană (100%)
Conform recensământului din 2001, toată populația localității Kubahove era vorbitoare de ucraineană (100%).